# Thermosiphonkühlung
Die Thermosiphonkühlung ist ein Kühlsystem, das vorwiegend in Verbindung mit Verbrennungsmotoren genutzt wird. Es handelt sich um ein geschlossenes Wasser-Kühlsystem ohne Wasserpumpe. Die Zirkulation des Kühlmediums (Kühlwasser) beruht auf der natürlichen Konvektion, also den durch Wärmeausdehnung hervorgerufenen Dichteunterschieden. Aufgrund seiner geringeren relativen Dichte steigt das wärmere Medium nach oben und das kältere sinkt nach unten.
Der Begriff leitet sich vom Thermosiphoneffekt her, die Funktion entspricht der Schwerkraftheizung.

## Funktion
Das Kühlwasser wird im Motorblock erwärmt und steigt dadurch nach oben und dann weiter durch den oberen Anschluss des Motors, die Vorlaufleitung und den oberen Anschluss des Kühlers (Wärmeübertrager) in den Kühler. Dort wird es abgekühlt und mithin schwerer, sinkt durch den unteren Anschluss des Kühlers, die Rücklaufleitung und den unteren Anschluss des Motors zurück in den Motorblock und der gesamte Prozess wiederholt sich.

## Vor- und Nachteile
Der Vorteil der Thermosiphonkühlung ist der einfache Aufbau ohne Wasserpumpe, weshalb sie in der Vergangenheit oft in Traktoren und Militärfahrzeugen eingesetzt wurde. Die Nachteile sind zum einen, dass das Kühlwasser ohne Pumpe recht gemächlich zirkuliert und deshalb für eine ausreichende Kühlwirkung vergleichsweise große Querschnitte bei den Kühlkanälen im Motor, den Leitungen und im Kühler erforderlich sind. Entsprechend groß ist die Kühlwassermenge. Zum anderen stellt die Funktion des Schwerkraftantriebes besondere Bedingungen an die einzelnen Komponenten: Der Kühler muss höher angeordnet sein als der Motor, es muss jeweils einen Anschluss oben und unten an Kühler und Motor geben und die Leitung darf nicht mit vertikalen Bögen verlegt sein. Die kühlbare Motorleistung ist – zumindest wegen der Einbaugröße in Kraftfahrzeugen – kleiner als mit heutigen Kühlsystemen. Diese Kühlung ist nicht immer betriebssicher, da besonders bei niedrigen Geschwindigkeiten der selbsttätige Wasserumlauf nicht ausreicht.

## Verwendung
In aktuellen Kraftfahrzeugen findet sich die Thermosiphonkühlung nicht mehr. Im Automobilbau war sie bis in die 1950er Jahre durchaus üblich. Pkw mit Thermosiphonkühlung waren unter anderem der Goliath GP 700, der IFA F 8 und der AWZ P 70. Diese Fahrzeuge kamen sogar ohne Lüfter aus. Mit Lüfter wurde diese Kühlung unter anderem bei IFA F 9 und frühen Modellen des Wartburg 311 sowie verschiedenen DKW-Modellen angewandt. Bei Kleintransportern sind der Framo V 901/2 und der Goliath Goli zu erwähnen (beide mit Lüfterrad). Es wurden auch Zweiräder mit Thermosiphonkühlung gebaut, etwa die Zündapp KS 50 watercooled oder die Silk 700.

## Anwendungsbeispiele
- Kleinwagen IFA F 8 Cabrio[1]  des Industrieverband Fahrzeugbau.
- Mercedes-Benz Dieselschlepper OE